# Haplodontium crassinervum
Haplodontium crassinervum là một loài rêu trong họ Bryaceae. Loài này được Herzog mô tả khoa học đầu tiên năm 1916.